# Дуевиле
Дуевѝле (на италиански: Dueville; на венециански: Dovìe, Довие) е град и община в Северна Италия, провинция Виченца, регион Венето. Разположен е на 57 m надморска височина. Населението на общината е 13 939 души (към 2015 г.).